# Ozuma
«Ozuma» (англ. Ozuma, яп. (オズマ) — короткий аніме-серіал 2012 року, автором сценарію якого є Мацумото Лейдзі, який працював над такими серіалами як Queen Millennia та Galaxy Express 999. Трансляція відбувалася по телеканалу WOWOW. Серіал був створений спеціально до двадцятиріччя телеканалу.

## Сюжет
У далекому майбутньому після низки катаклізмів блакитна планета перетворилася на випалену пустелю. Люди вмираючої Землі розділилися на касти: генетично змінені військові зберігають осколки цивілізації в містах-фортецях, та вільні «натурали» які пристосувалися до життя в оазисах. Піщаними морями плавають великі і малі кораблі, команди яких завжди готові заробити торгівлею, та іншими способами. І саме таким є Сем Койн, молодий матрос з торгового судна «Балданос». Він одержимий ідеєю відшукати Озму — величезного піщаного кита, який убив його старшого брата. Під час одного з рейдів хлопець рятує таємничу красуню Майю, за якою женуться військові, і приводить її на корабель.

## Персонажі
- Сем Койн (яп. 桜満 集, Койн Сему) — головний герой Озми. Після того, як його брата було схоплено, він приєднався до екіпажу «Балданос». Він часто потрапляє у халепи, і екіпаж постійно сміється з цього. Він врятував Майю, яку переслідувала армія Тесею. Сем дуже самовпевнений і спочатку робить а потім думає. Готовий завжди допомогти в біді.

Сейю: Какіхара Тецуя
- Майя (яп. マヤ, Майя) — загадкова дівчина за якою женеться армія Тесею. Її рятує Сем Койн та приводить на борт Балданосу. Є однією з «ідеальних дітей», які були створені для операції клонування Тесей, оскільки якість виробництва клонів поступово падає і їм необхідний «свіжий матеріал» для запобігання деградації.

Сейю: Рі Танака
- Мімей (яп. ミメイ, Мімей) — друг дитинства Сема Койна та член екіпажу Балданосу. У неї є до нього почуття, але він їх не помічає.

Сейю: Аюмі Фуджімура
- Байнас (яп. バイナス, Байнасу) — капітан «Балданосу».

Сейю: Ацуко Танака
- Ґідо Ґайра (яп. ギド・ガイラー, Ґідо Ґайра) — капітан армії Тесею. Приховує своє обличчя під маскою.

Сейю: Шьо Хаямі
- Бокус Фару (яп. ボクス・ラフ, Бокусу Фару)

Сейю: Фуджінума Кенто
- Генерал Данґа (яп. ダンガ将軍, Данґа Шьоґун)

Сейю: Курода Такуя
- Еджібора Ґі (яп. エジボーラ・ギー, Еджібора Ґі)

Сейю: Сакурай Тошіхару

## Список серій
| № | Назва                                                | Дата показу     |
| - | ---------------------------------------------------- | --------------- |
| 1 | Піщаний кит «Suna no kujira» (砂の鯨)                | 16 березня 2012 |
| 2 | Граничне занурення «Senkou genkai» (潜航限界)        | 23 березня 2012 |
| 3 | Тисячоліття сумнівів «Sen nen no mayoi» (千年の迷い) | 30 березня 2012 |
| 4 | На краю землі «chi no hate made» (地の果てまで)      | 06 квітня 2012  |
| 5 | Людина в масці «kamen no otoko» (仮面の男)           | 13 квітня 2012  |
| 6 | Світанок нового життя «shinsei no hi» (新生の日)     | 20 квітня 2012  |